# Monoral
Monoral – japoński zespół rockowy. Zadebiutował płytą „In Stereo” w lipcu 2001 roku.
Zespół oficjalnie składa się z dwóch muzyków: wokalisty Anisa Shimada i basisty Ali Morizumiego. Zespół dodatkowo wspierają gitarzysta Tomoya Tsutsui i perkusista Jun Matsumoto. W pisaniu i kompozycji tekstów muzykom pomaga też Eric Zay – gitarzysta innej japońskiej grupy rockowej FAKE?. Monoral stał się sławniejszy po umieszczeniu ich piosenki „Kiri” w openingu do znanego anime „Ergo Proxy”.

## Oficjalni członkowie grupy
- Anis Shimada – (wokal) pół Marokańczyk, pół Japończyk. Zna języki japoński, angielski, francuski i arabski. Początkowo pracował jako model, później supportował znane gwiazdy w telewizji jako gitarzysta.
- Ali Morizumi – (bass) pół Amerykanin, pół Japończyk. Biegle mówi po japońsku i angielsku. Dorastał w Tokio. Początkowo pracował jako Visual DJ w MTV Japan. Teraz występuje w show „Self Liner Notes” w MUSIC ON! TV. Jest także DJ-em radiowym.

## Dyskografia

### Albumy
- In Stereo (25 lipca 2001)
- Ammonite (24 marca 2004)
- Petrol (13 lipca 2005)
- Turbulence (4 lipca 2007)
- VIA (29 października 2008)

### Single
- Visions In My Head (2 listopada 2005)
- Tuesday (9 maja 2007)
- Casbah (30 lipca 2008)
- Safira (3 września 2008)
- 70 Hours (25 listopada 2009)
- Origin (15 września 2010)